# الفضاء الطوبولوجي المنتهي
الفضاء الطوبولوجي المنتهي في الرياضيات فضاء طوبولوجي تكون مجموعة النقاط الأساسية له محدودة. وهذا يعني أنه فضاء طوبولوجي لا يوجد فيه سوى عدد محدود من النقاط.